# Фаррелл, Занилья
Занилья Фаррелл (нидерл. Zanillya Maria Farrell; род. 2 мая 1983, Ганновер) — нидерландская исполнительница хип-хопа. Дочь солиста группы Boney M Бобби Фаррелла и его жены, югославской фотомодели Ясмины.
После развода родителей в 1995 году осталась с отцом и на протяжении 10 лет вела домашнее хозяйство — сперва в Германии, затем в Амстердаме. Одновременно начала заниматься балетом. В 2000-е гг. выступала в Нидерландах как танцовщица.
В 2011 г. стала лауреатом Большой премии Нидерландов в номинации «хип-хоп» — первой женщиной, выигравшей конкурс в этом разделе. В том же году приступила к записи первого альбома.
В 2014 году окончила Рок-академию в Тилбурге, получив степень бакалавра музыки.